# Coriocella nigra
Coriocella nigra is een slakkensoort uit de familie van de Velutinidae. De wetenschappelijke naam van de soort is voor het eerst geldig gepubliceerd in 1824 door Blainville.